# Batalla de Bois-de-Céné
La batalla de Bois-de-Céné va tenir lloc el 6 de desembre de 1793 durant la Revolta de la Vendée.

## Preludi i forces presents

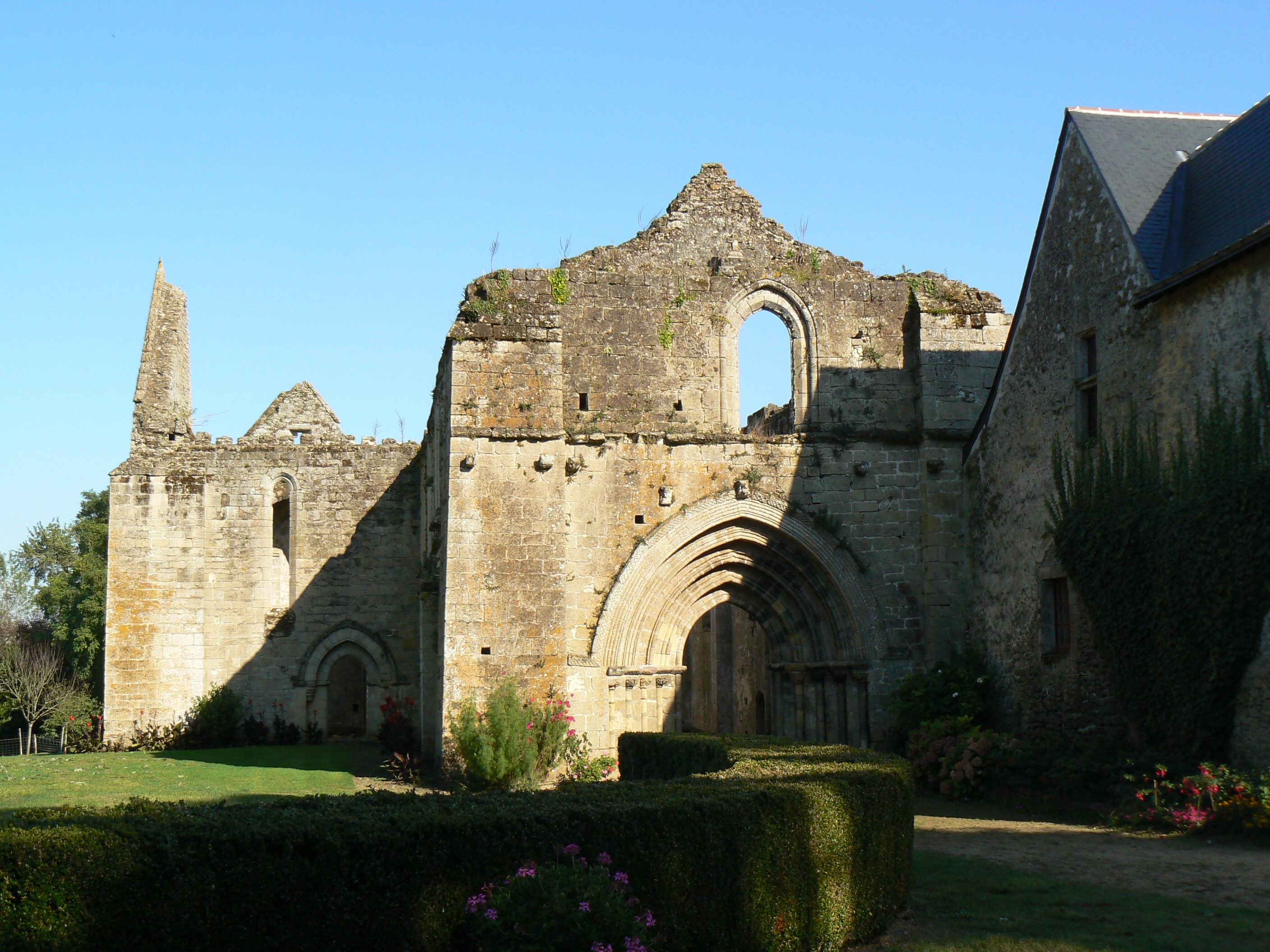
Abadia de l'Île-Chauvet

Article detallatBatalla de Bouin.
El 6 de desembre de 1793, Charette aconseguí escapar de l'illa de Bouin amb part de les seves tropes després de ser colpejat per les forces republicanes de l'ajudant general Jordy. A les 3 de la tarda arriba a Châteauneuf. El seu exèrcit tenia 800 supervivents segons l'estimació de Jordy, 4,6 o 1.200 segons la del tinent coronel republicà Dominique Aubertin. Al final del dia, els Vendeans es van trobar amb un comboi republicà entre Bois-de-Céné i Châteauneuf que escortava caixes de municions. La força dels republicans era de 300 homes a peu i uns quants genets segons les memòries del líder de Vendée Pierre-Suzanne Lucas de La Championnière i de 400 homes segons Charles-Joseph Auvynet. Segons les memòries anònimes de l'administrador militar, el destacament estava format per 300 homes del 3r batalló de voluntaris d'Ille-et-Vilaine i una companyia de genets de Nantes dirigida pel general Nicolas Haxo. Tanmateix, a les seves memòries, Aubertin, que diu tenir les seves dades del mateix Haxo, indica que el general només tenia 80 homes d'un batalló d'Ille-et-Vilaine, dotze genets de Nantes i el seu estat major.

## Procediment
Els enfrontaments van tenir lloc entre Bois-de-Céné i Châteauneuf, no gaire lluny de l'abadia d'Île-Chauvet. Els diferents testimonis no coincideixen del tot en el curs de la lluita. Segons Lucas de La Championnière, els vendens van posar ràpidament en fuga els "blaus" després de cridar "republicans!» en resposta a «qui vive?». No obstant això, els reforços Patriot van arribar des de Bois-de-Céné i Île-Chauvet i es van tornar a involucrar en la lluita per intentar recuperar la municií. Els republicans aturen la seva persecució a la nit.
Segons l'administrador militar, la cavalleria va fugir des de l'inici de l'atac, però el general Haxo va oposar una llarga resistència amb el batalló d'Ille-et-Vilaine. Tanmateix, no va poder evitar que els reialistes s'emportessin uns quants caixons de munició.
Segons l'adjudant general Aubertin, l'alerta es va donar quan Haxo i el seu estat major estaven reunits en una casa. Els dos bàndols estan sorpresos per la trobada i els vendeneans es mostren reticents a llançar l'atac. No obstant això, van acabar notant el reduït nombre de republicans, però es van retirar per por a l'arribada de reforços. Segons Aubertin, l'enfrontament es limitava a l'intercanvi d'alguns trets.
Després de la baralla, Haxo va a Beauvoir-sur-Mer. Els Vendeans es van retirar a Saint-Étienne-de-Mer-Morte.

## Pèrdues
Aquesta victòria, qualificada de «miracle» per Lucas de La Championnière, va permetre als Vendeans apoderar-se de municions, armes i una trentena de cavalls. El nombre de caixons capturats varia segons les fonts: només un segons Aubertin, dos segons l'administrador militar i tres segons Lucas de La Championnière i Le Bouvier-Desmortiers.
No es coneixen les pèrdues. Segons les memòries de Charles-Joseph Auvynet, els homes de l'escorta van ser "quasi completament sacrificats". Segons Le Bouvier-Desmortiers, l'escorta va perdre tres quartes parts dels seus homes i sis republicans van ser capturats a Châteauneuf abans de la lluita. D'altra banda, segons les memòries de l'adjudant general Aubertin, el combat va acabar «sense pèrdues notables per cap banda».